# Expedição Balmis

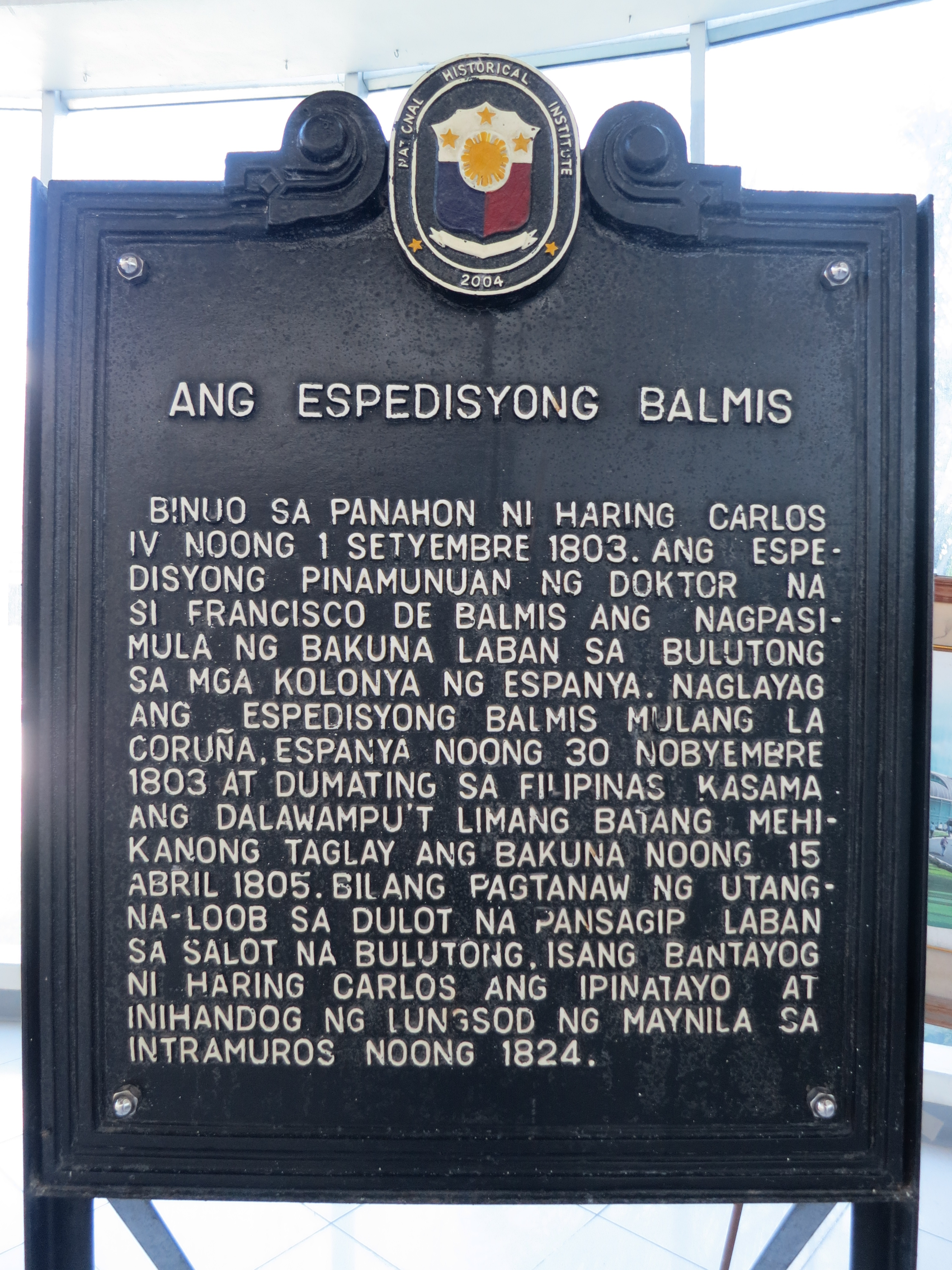
Marcador histórico instalado nas Filipinas para comemorar a chegada da expedição às Ilhas Filipinas

A Real Expedición Filantrópica de la Vacuna, comumente referida como Expedição Balmis, foi uma missão de saúde espanhola que durou de 1803 a 1806, liderada pelo Dr. Francisco Javier de Balmis, que vacinou milhões de habitantes da América espanhola e da Ásia contra a varíola. A vacina, na verdade, foi transportada através de crianças: meninos órfãos que navegaram com a expedição.

## Antecedentes
A varíola, uma doença devastadora que era endêmica em grande parte do Velho Mundo, dizimou as populações das Américas depois que foi introduzida pelos conquistadores espanhóis em 1500. No final do século XVI, a varíola havia se tornado endêmica em todas as propriedades da Espanha nas Américas e epidemias ocorreram periodicamente nos 300 anos seguintes.
No século XVIII, houve tentativas dispersas nas colônias de usar a variolação, um método mais antigo e menos eficaz de inoculação usando material de varíola. Esses esforços pouco fizeram para mitigar as epidemias e, às vezes, realmente aumentaram a propagação do contágio.
Em 1798, o médico inglês Edward Jenner foi pioneiro no uso de uma vacina para imunizar pessoas com uma inoculação de material de varíola bovina. A nova vacina foi uma maneira muito mais segura e eficaz de prevenir a varíola. Na época, cerca de 400 mil europeus morriam a cada ano da doença, que também era responsável por um terço de todos os casos de cegueira na Europa. O uso da nova vacina de Jenner se espalhou rapidamente pela Europa e teve um impacto positivo significativo na gravidade e frequência das epidemias de varíola.
A vacina chegou pela primeira vez à Espanha no final de 1800 e, no final de 1801, vários milhares de pessoas haviam sido vacinadas em todo o país. Os esforços foram bem divulgados na Espanha e, em 1804, dezenas de artigos, tratados, artigos de jornais e editoriais foram publicados sobre a vacina contra a varíola.
Francisco Javier de Balmis era um médico militar.

## Expedição

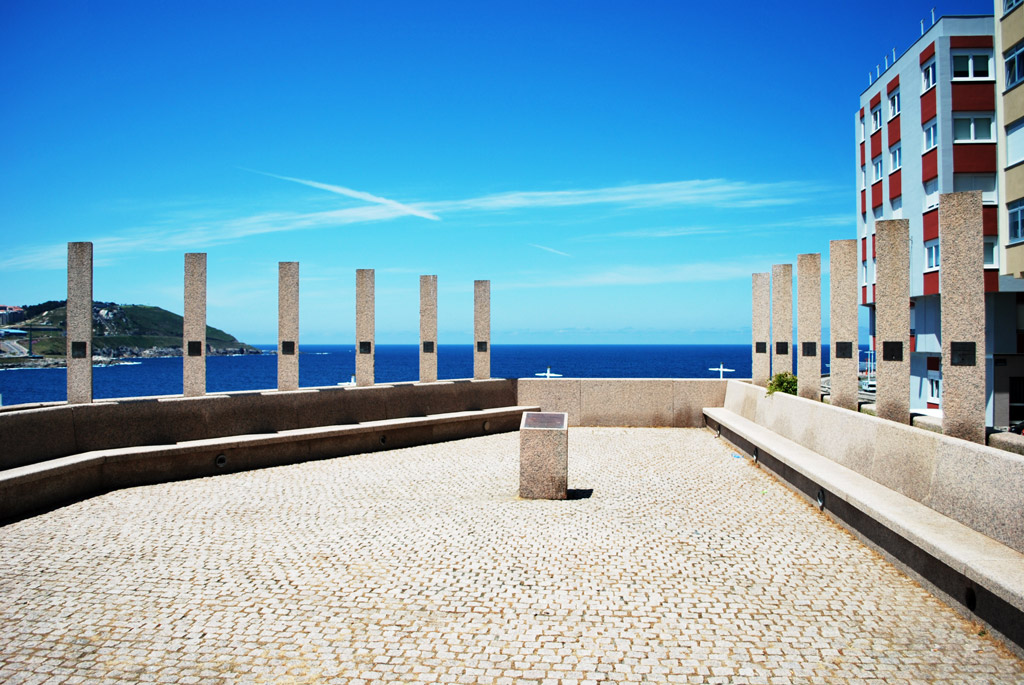
Varanda de Balmis no museu Domus na Corunha (Espanha), uma homenagem ao povo da expedição

Em novembro de 1794, a filha do rei Carlos IV de Espanha, a infanta Maria Teresa, morreu de varíola. Ele tinha ouvido falar da descoberta da vacina. Colômbia e Equador viveram uma epidemia de varíola e pediram suprimentos ao rei.
Em 30 de novembro de 1803, a expedição partiu da Corunha, no noroeste da Espanha, navegando em Maria Pita. Ele transportava 22 meninos órfãos (com idades entre 3 e 10 anos) para atuar como portadores do vírus da varíola bovina. Os meninos foram necessários porque a vacina consistia em infectar pacientes com varíola bovina, que é um vírus intimamente relacionado à varíola, mas produz uma doença muito mais branda que confere imunidade a ambos. No entanto, apenas uma infecção ativa poderia ser transferida para pacientes sucessivos, de modo que dois meninos foram infectados com varíola bovina no início da viagem, com mais dois infectados de cada vez à medida que avançava pelo Atlântico e além. A equipe médica e cuidadores dos meninos consistia de Balmis, um cirurgião adjunto, dois assistentes, dois socorristas, três enfermeiras e Isabel Zendal Gómez, reitora da Casa de Expósitos, um orfanato da Corunha.
A missão levou a vacina para as Ilhas Canárias, Porto Rico, Venezuela, Colômbia, Equador, Peru, México, Filipinas e China. O navio carregava também instrumentos científicos e traduções do Tratado Histórico e Prático sobre a Vacina de Moreau de Sarthe para ser distribuído às comissões locais de vacinas a serem fundadas.
Em Porto Rico, a população local já havia sido inoculada na colônia dinamarquesa de Saint Thomas. Na Venezuela, a expedição se dividiu em La Guaira. Balmis foi para Caracas e depois para Havana.
A pedido de Balmis, Cuba enviou três meninas escravizadas para Campeche, no México, como portadoras adicionais da vacina; após a independência e emancipação mexicana, o México continuou a trazer escravos de Cuba como portadores de vacinas.

O poeta venezuelano Andrés Bello escreveu uma ode a Balmis. José Salvany, o cirurgião-adjunto, foi em direção à atual Colômbia e ao Vice-Reino do Peru (Equador, Peru, Chile e Bolívia). A viagem durou sete anos e custou a vida de Salvany, que morreu em 1810 em Cochabamba. Na Nova Espanha, Balmis acolheu mais 25 órfãos para manter a infecção durante a travessia do Pacífico. Nas Filipinas, eles receberam ajuda da Igreja Católica, que inicialmente estava relutante até que o governador-geral Rafael Aguilar deu o exemplo ao vacinar seus cinco filhos. Balmis enviou a maior parte da expedição de volta para a Nova Espanha, enquanto ele seguiu para a China, onde visitou Macau e Cantão.  Em seu caminho de volta à Espanha em 1806, Balmis ofereceu a vacina às autoridades britânicas em Santa Helena, apesar da Guerra Anglo-Espanhola (1796-1808).